# Manolīs Papamakarios
Emmanouīl Papamakarios, detto Manolīs (in greco Εμμανουήλ "Μανόλης" Παπαμακάριος?; Atene, 26 agosto 1980), è un ex cestista greco.